# 任岐
任岐（2世纪—191年），东汉末年犍为郡太守。
初平二年（191年）益州牧刘焉想要割据益州，派张鲁为督义司马，率兵攻杀汉中郡太守苏固，并封锁了益州到长安的通道斜谷阁，截杀朝廷派来的使臣。上书朝廷“米贼将道路阻断，不能再与朝廷联系。”找借口杀死益州豪强王咸、李权等十余人，任岐与校尉贾龙因此起兵攻打刘焉，刘焉迎击，杀死任岐、賈龙。